# Penderry
Penderry (en anglais) ou Penderi (en gallois) est une communauté de la cité et comté de Swansea, au pays de Galles.

## Géographie
Penderry est une banlieue principalement résidentielle située à 5,5 km au nord du centre-ville de Swansea. Elle comprend les quartiers de Penlan (en), Portmead (en), Blaen-y-Maes (en), Fforesthall, Caereithin et Tre-boeth.

## Démographie
Au recensement de 2011, la communauté de Penderry comptait 12 119 habitants.